# 曹茂
曹茂（?—?），曹魏宗室，曹操的儿子。母亲是曹操的妾室赵姬。

## 生平
建安二十二年（217年），封万岁亭侯。二十三年（218年），改封平舆侯。黄初三年（222年），进公爵，徙封乘氏公。七年（226年），徙封中丘公。
因曹茂性格傲慢勃逆而不得曹操宠爱，曹丕稱帝之时，独不封他为王。太和元年（227年），徙封聊城公，其後明帝曹叡以其改過自新，受到太皇太后卞氏欣慰為由封曹茂為聊城王。六年（232年），改封曲阳王（屬冀州）。
正始三年（242年），东平灵王曹徽薨，曹茂以喉嚨疼為由不肯发哀，出入自若，如平常般過日子，因此被上奏削一县，五百户。五年（244年），徙封乐陵王，恢复所削户，又增七百户。

## 子
有一庶子曹竦，封阳都乡公，出嗣曹茂兄相殇王曹铄。

## 延伸阅读
[在维基数据编辑]
 《三國志·卷20》，出自陳壽《三國志》